# Prašnické sedlo
Prašnické sedlo (1035 m) je horské sedlo v hřebeni Velké Fatry, asi 4 km východně od hory Krížna. Sedlem vede Cesta hrdinů SNP, kterou zde křižuje Vrchárska cyklomagistrála, která vede po staré lesní cestě. Leží v Národním parku Velká Fatra.

## Poloha
Sedlo se nachází v centrální části pohoří Velká Fatra, v geomorfologickém podcelku Hôľná Fatra, v hřebeni, který vede z Krížné na Šturec. Leží na hranici Žilinského a Banskobystrického kraje a okresů Ružomberok a Banská Bystrica. Severní svahy zasahují do katastru obce Liptovské Revúce, jižní patří obci Staré Hory. Západní svahy patří vrchu Repište (1239 m), východní stoupají na kótu 1062 m. Přímo pod sedlem na jihozápad leží osada Prašnica, jež dala sedlu jméno a v současnosti spadá pod Staré Hory. Severně vede úpatím Suchá dolina, v níž leží obec Liptovské Revúce. Tuto část hřebene odvodňuje do Váhu řeka Revúca. Oblasti, které se svažují k jihu, napájejí Starohorský potok v povodí Hronu. Ve středověku vedla sedlem jedna z cest spojujících Pohroní a Liptov, druhá vedla nedalekým Východním Prašnickým sedlem.

## Přístup
- po  značené trase (Cesta hrdinů SNP):
  - z vrcholu Krížna ve Velké Fatře přes Repište
  - z Donoval přes sedlo Veľký Šturec
- po  značené cestě přes Východné Prašnické sedlo:
  - ze severu: z rozcestí Hajabačka v Suché dolině nad Liptovskými Revúcami
  - z jihu: z rozcestí Horný Jelenec (Staré Hory) přes Prašnicu[1]

## Související stránky
- Seznam sedel ve Velké Fatře